# Monteforte d'Alpone
Monteforte d'Alpone es una localidad y comune italiana de 8.300 habitantes, ubicada en la provincia de Verona (una de las siete provincias de la región de Véneto). 

## Demografía
| Gráfica de evolución demográfica de Monteforte d'Alpone entre 1861 y 2001 |
|                                                                           |
| fuente ISTAT - elaboración gráfica a cargo de Wikipedia                   |